# Агаев, Мирмехти Мирмовсум оглу
Мирмехти Мирмовсум оглу Агаев (1 сентября 1913, Баку — февраль 1942) — советский футболист, нападающий.

## Биография
Родился в Баку в 1913 году в семье Мирмовсума аги и Хейрансы ханум. В возрасте 15 лет устроился на текстильный комбинат имени Г. З. Тагиева, где познакомился с тренером Ширали Ширалиевым, который пригласил его выступать за футбольную команду от комбината. Мирмехти увидел тренер клуба «Темп» и пригласил в состав команды.
По иранскому происхождению отец Мирмехти Мирмовсум не имел фамилии однако, будучи уважаемым человеком и звался «ага». При оформлении Мирмехти в клуб получил фамилию Агаев.
С осеннего первенства играл в бакинском «Темпе».
В 1940 году игрок команды «Динамо» Тбилиси и близкий друг Агаева Шота Шавгулидзе после долгих уговоров получил его согласие на переход. Однако будучи женатым и отцом трехлетнего сына и годовалой дочери, Агаев в 1941 году вернулся в «Темп».
Был племянником Мирбашира Касумова, который занимал пост заместителя председателя Президиума Верховного Совета СССР.
Участник Великая Отечественная война. После 80-дневной подготовки в Сальянских казармах был отправлен в Керчь в 105-й стрелковый полк. Погиб в феврале 1942 года.
Сын Юрий стал футболистом и футбольный судьей.
С 1965 года до распада СССР в Баку ежегодно проводился футбольный турнир имени Мирмехти Агаева.
К празднованию юбилея азербайджанского футбола была составлена символическая сборная Азербайджана, куда вошёл в том числе и Агаев.